# BMW 6 Серії (E63/E64)
BMW 6 серії (внутрішнє позначення: E64 — кабріолет, E63 — купе) — друге покоління автомобілів 6 серії компанії BMW.

## Опис

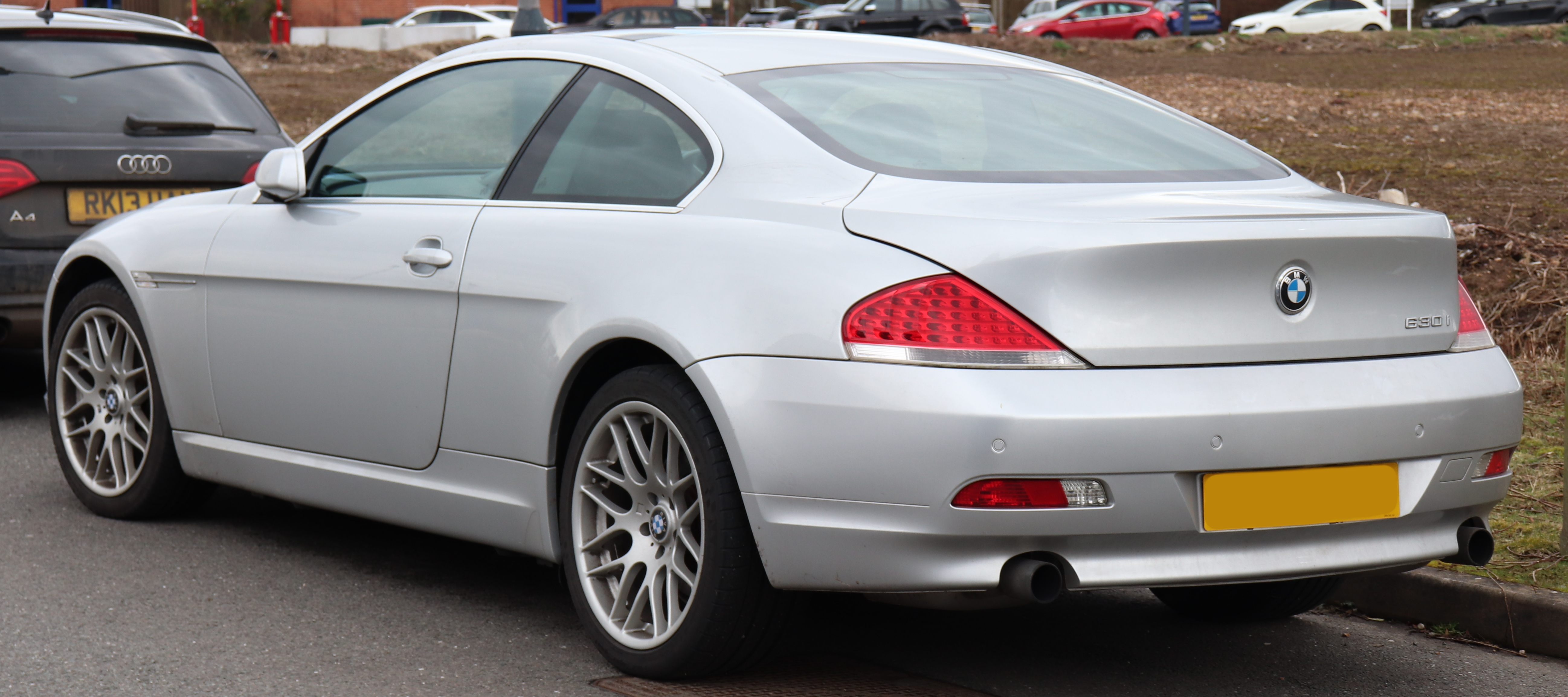
645Ci купе (2003-2007)

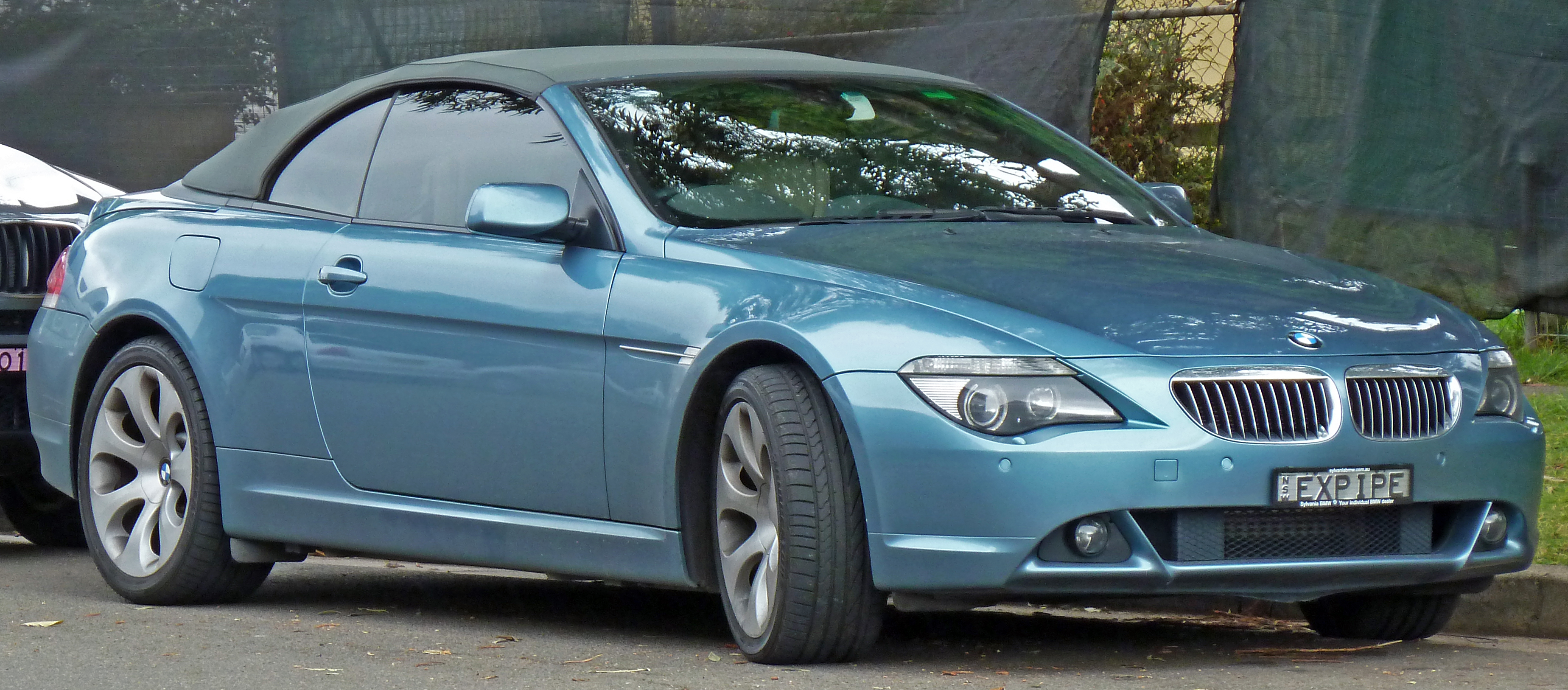
BMW 645Ci кабріолет (2003-2007)

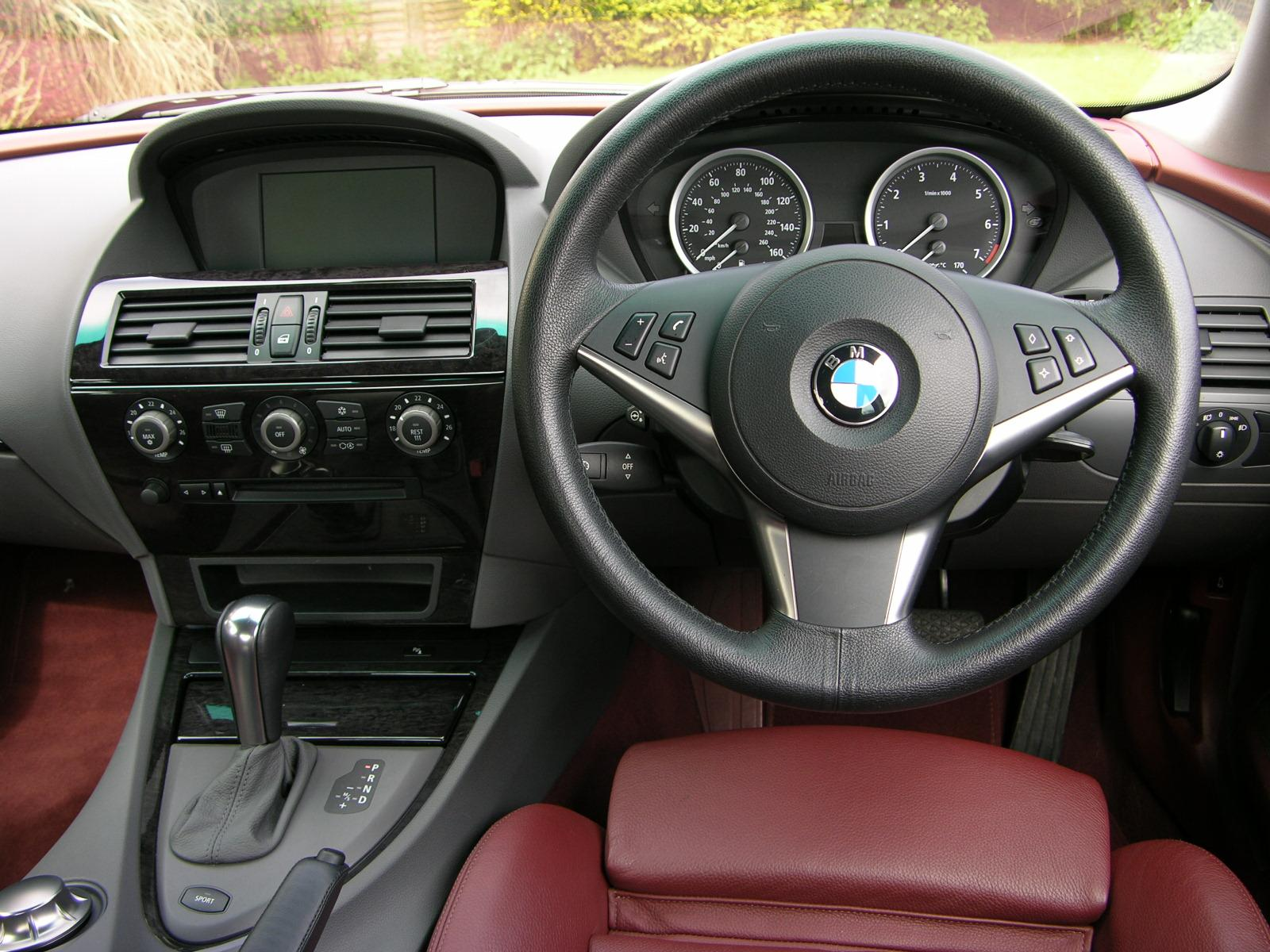

У 1989 році 6-серія була замінена на 8-серію, але наприкінці 2003, 6-серія була відроджена у версіях купе та кабріолет на платформах BMW E63 та BMW E64 відповідно. Ці моделі мали дві версії двигунів: 3.0-літрова (2996 см³) рядна «шістка» потужністю 258 "коней при 6600 об/хв і моментом 300 Нм при 2500–4000 об/хв (в моделі 630i) та 4.4-літровий (4398 см³) V8 потужністю 333 кінські сили при 6100 об/хв та 450 ньютон-метрами моменту при 3600 об/хв (в моделі 645Ci).  [Архівовано 16 лютого 2005 у Wayback Machine.] Відкриті версії називаються 630i Cabriolet та 645Ci Cabriolet.
V8 в моделі 645Ci це двигун N62, такий самий як в моделях 545i та 745i, з системою зміни часу (biVANOS) та ступеню (VALVETRONIC) відкривання клапанів плюс змінна довжина впускного тракту. Цей двигун повністю алюмінієвий та має по 4 клапани на циліндр. 6-серія оснащується 6-швидкісною автоматичною трансмісією Steptronic, або 6-швидкісною секвентальною коробкою передач SMG. У 2006 модельному році, BMW перейменувало 645Ci на 650i. Причиною цієї зміни стало збільшення об'єму двигуна. 
На відміну від нових моделей 5-ї та 7-ї серій, дизайн нової 6-ї серії був позитивно сприйнятий спільнотою BMW, за винятком більшості власників E24. Нова 6-серія проектувалася схожою на акулу, і вона справді її нагадує. Неординарний дизайн задньої частини виглядає значно краще ніж на інших BMW.
У 2005 році було представлено нову версію M6. Вона оснащується аналогічним з моделлю M5 двигуном E60 (507 к.с.) і трансмісією. BMW M6 випускалися з 2005 по 2010 рік, було зібрано більше 14 000 машин.
У 2007 році відбувся фейсліфт 6-серії.
З 2003-го в Дінгольфінгу було зібрано 116 748 автомобілів, включаючи 62 575 купе (E63) та 54 173 кабріолетів (E64).

## Галерея

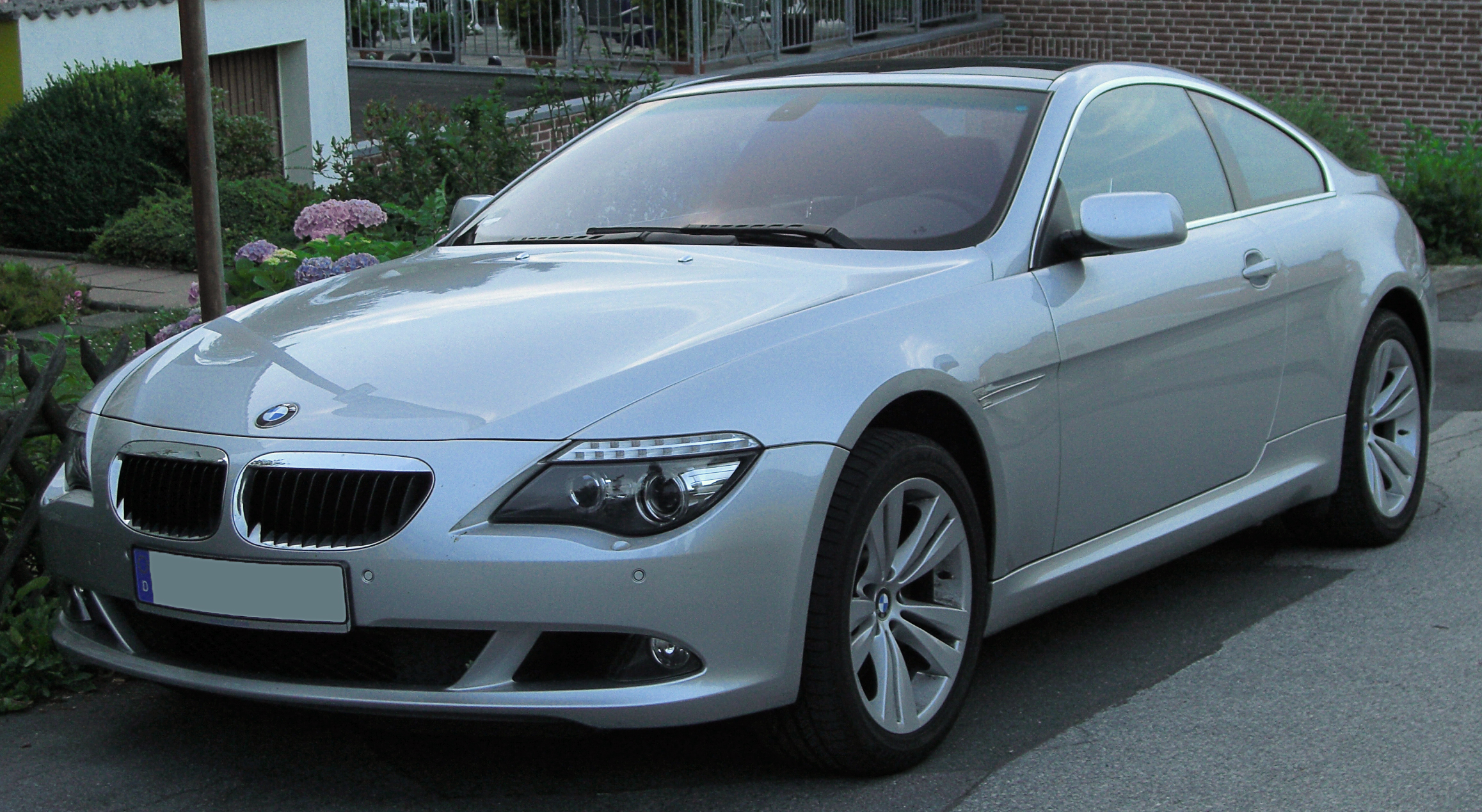
650Ci Coupé (E63) (2007-2010)
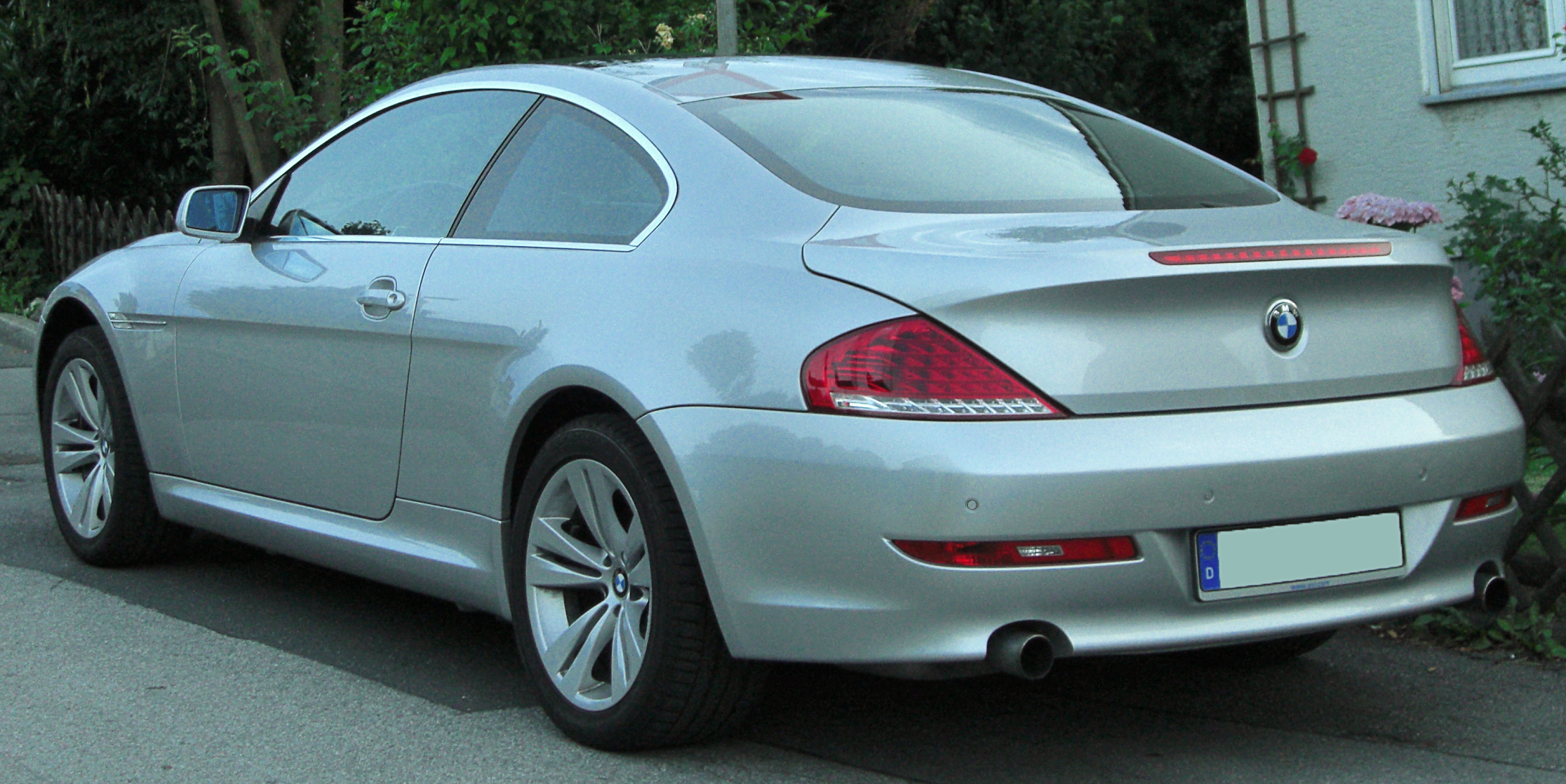
650Ci Coupé (E63) (2007-2010)
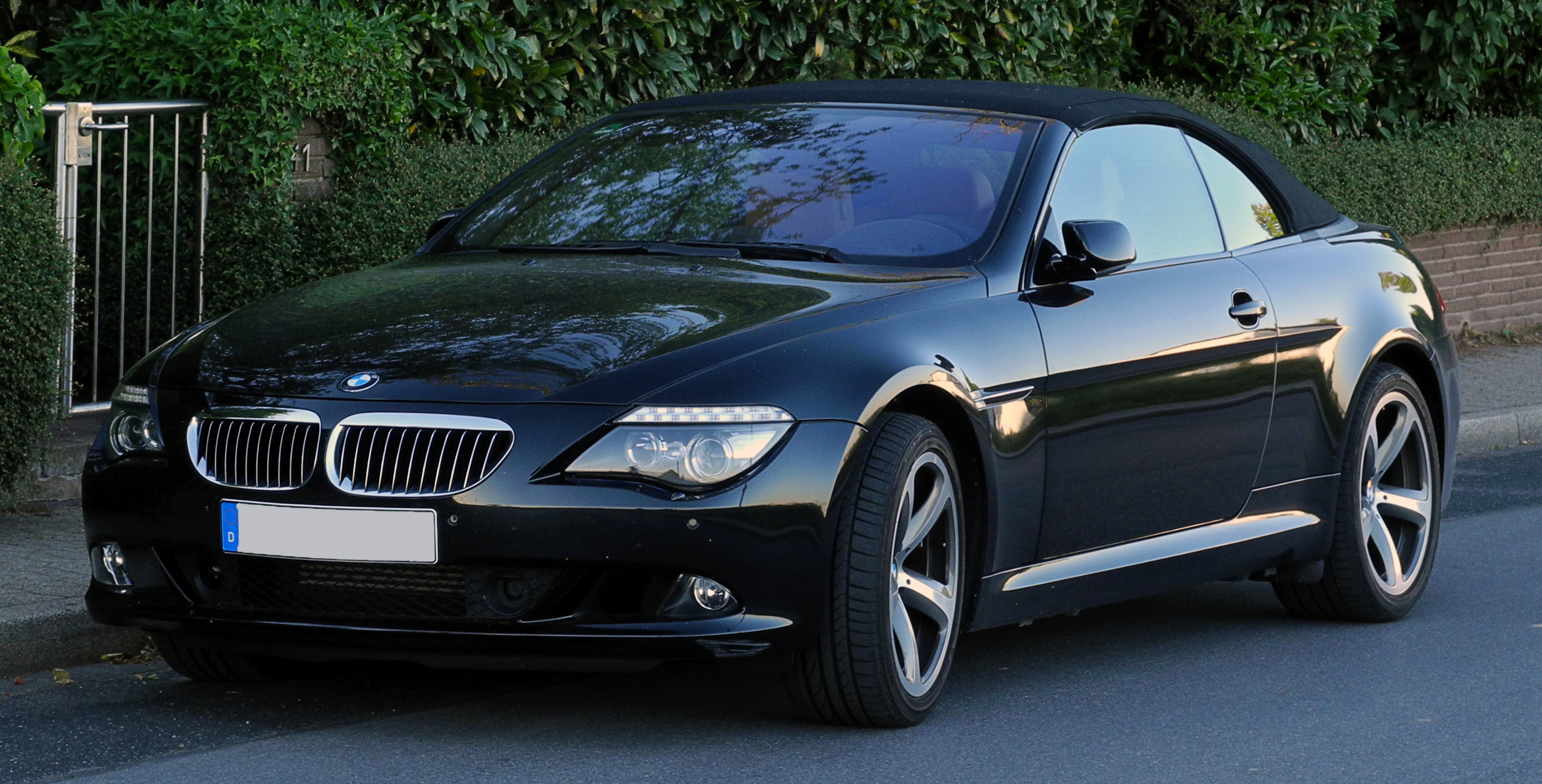
650i Cabriolet (E64) (2007-2010)
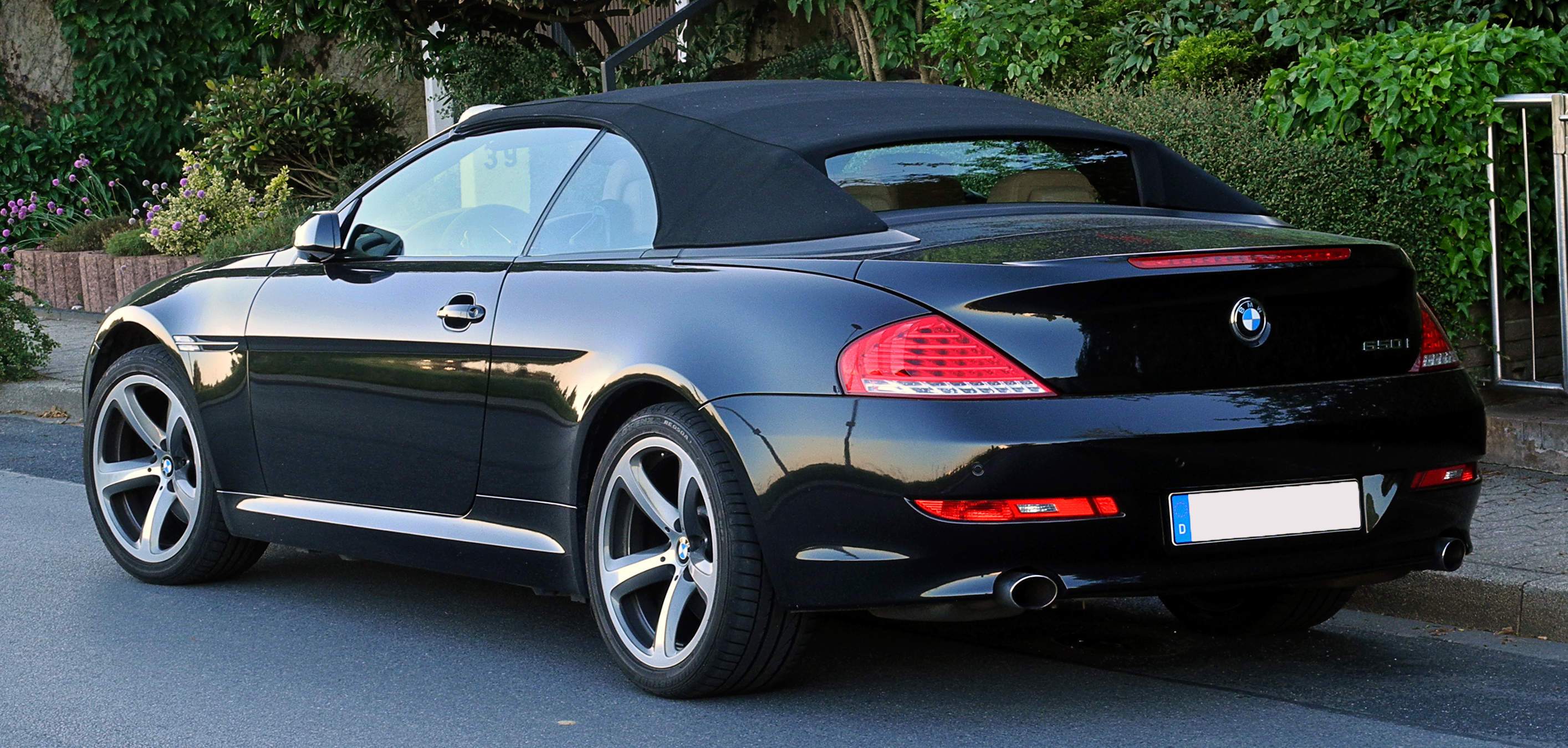
650i Cabriolet (E64) (2007-2010)

## Двигуни
Бензинові: 
- 3.0 л N52 I6 258/272 к.с.
- 4.4 л N62 V8 333 к.с.
- 4.8 л N62 V8 367 к.с.
- 5.0 л S85 V10 507 к.с.

Дизельний: 
- 3.0 л M57 I6 twin-turbo 286 к.с.

## Виробництво
Нижче наведено дані виробництва для E63/E64, за винятком моделей M6:
| рік     | всього  | Coupé  | кабріолет |
| ------- | ------- | ------ | --------- |
| 2004    | 21,040  | 12,332 | 8,708     |
| 2005    | 23,340  | 12,447 | 10,893    |
| 2006    | 21,947  | 11,941 | 10,006    |
| 2007    | 19,626  | 9,967  | 9,659     |
| 2008    | 16,299  | 8,337  | 7,962     |
| 2009    | 8,648   | 4,501  | 4,147     |
| 2010    | 5,848   | 3,050  | 2,798     |
| Всього: | 116,748 | 62,575 | 54,173    |